# 山口王
山口王（やまぐちのおおきみ/やまぐちおう、生没年不詳）は、奈良時代の皇族。一時臣籍降下し三長 山口（みなが の やまぐち）と称した。中務卿・三原王の子。官位は従五位上・大監物。

## 経歴
天平宝字8年（764年）藤原仲麻呂の乱の結果、他の舎人親王の孫らとともに三長真人姓を与えられて臣籍降下させられた上で、丹後国への流罪となる。光仁朝の宝亀2年（771年）罪を赦されて、皇族へ復帰する。
桓武朝に入り、天応元年（781年）無位から従五位下に直叙される。延暦3年（784年）従五位上・鍛冶正に叙任され、延暦7年（788年）大監物に転じた。

## 官歴
『続日本紀』による。
- 天平宝字8年（764年） 10月9日以降：臣籍降下（三長真人）。丹後国への流罪
- 宝亀2年（771年） 7月11日：復属籍
- 天応元年（781年） 10月3日：従五位下（直叙）
- 延暦3年（784年） 4月2日：鍛冶正。12月2日：従五位上
- 延暦7年（788年） 2月28日：大監物

## 系譜
- 父：三原王
- 母：不詳
- 生母不詳の子女
  - 男子：
  - 女子：交野女王 - 嵯峨天皇宮人

斉衡3年（856年）に清原真人姓を与えられて臣籍降下した益善王を、山口王の子孫とする系図がある。